# Віцепрезидент Зімбабве
Віцепрезидент Зімбабве — другий після президента пост, розділений на пости першого і другого віцепрезидента. У разі неможливості виконання президентом своїх повноважень, перший віцепрезидент займає президентський пост до наступних президентських виборів. Посада була створена у 1987. Віцепрезидентів призначає Президент Зімбабве.

## Список віцепрезидентів Зімбабве
|   | Портрет | Ім'я                | Строк повноважень                 |
| - | ------- | ------------------- | --------------------------------- |
| 1 |         | Саймон Музенда      | 31 грудня 1987 - 20 вересня 2003  |
| 2 |         | Джойс Муджуру       | 20 вересня 2003 - 8 грудня 2014   |
| 3 |         | Еммерсон Мнангагва  | 12 грудня 2014 - 6 листопада 2017 |
| 4 |         | Константино Чивенга | 28 грудня 2017 -                  |

| Прапор Зімбабве | Це незавершена стаття про Зімбабве. Ви можете допомогти проєкту, виправивши або дописавши її. |